# Synovo Group
 (avril 2025).
Motif : Sources ? Notoriété ?
- Archive Wikiwix
- Bing
- Cairn
- DuckDuckGo
- E. Universalis
- Gallica
- Google
- G. Books
- G. News
- G. Scholar
- Persée
- Qwant
- (zh) Baidu
- (ru) Yandex

| 1. | Préciser le motif de la pose du bandeau. | Précisez le motif de la pose du bandeau en utilisant la syntaxe suivante : {{admissibilité à vérifier\|date=avril 2025\|motif=remplacez ce texte par le motif}}                   |
| 2. | Informer les utilisateurs concernés.     | Pensez à avertir le créateur de l'article, par exemple, en insérant le code ci-dessous sur sa page de discussion : {{subst:avertissement admissibilité à vérifier\|Synovo Group}} |

 (juin 2024).
 (juin 2024).
Si vous disposez d'ouvrages ou d'articles de référence ou si vous connaissez des sites web de qualité traitant du thème abordé ici, merci de compléter l'article en donnant les références utiles à sa vérifiabilité et en les liant à la section « Notes et références ».
Synovo Group est une société d'édition de logiciels de gestion du transport sanitaire et service numérique. Au travers de ses activités "Software Solutions" et "IT Solutions", elle propose une offre variée de produits et services, allant du logiciel, de l'hébergement au matériel informatique, en passant par la télécom.
Synovo Group nait en 2019 de la fusion des entreprises Synovo et New Web créées respectivement en 2013 et 2008 par Jérémy Wies, associé à Michel Lacombe et Guillaume Philipp.

## Histoire

### Création de la société New Web
New Web naît du projet de Jérémy Wies de création d'entreprise pour simplifier la gestion du parc informatique des petites et moyennes structures, leur infrastructure, leur téléphonie et l'hébergement de leurs serveurs. En 2008, il fonde New Web et ouvre un magasin de vente de matériel informatique à Altkirch en Alsace.
L'entreprise compte rapidement parmi ses clients des transporteurs sanitaires locaux qui ont besoin d'une grande réactivité et d'une maintenance 24H/24.

### Création de Synovo
En 2010, après plusieurs échanges avec les transporteurs sanitaires sur les solutions métiers existantes qui, selon les chefs d’entreprises, étaient inadaptées et laissaient de côté bon nombre de contraintes pesant sur les sociétés ambulancières ainsi que leurs employés, Jérémy Wies a l’idée de créer un logiciel de transport sanitaire.
En parallèle des études qu’il mène pour obtenir son Master Sc. en International Computer Science, il pitche cette idée au Start-Up Weekend Strasbourg, où il est alors rejoint par deux camarades de classe qui deviendront ses associés : Guillaume Philipp et Michel Lacombe.
Après leur victoire, le projet est incubé par SEMIA, l’incubateur d’Alsace. En 2013, afin de concrétiser leur projet, ils décident d’immatriculer la société Synovo.

### Naissance de Synovo Group
En juillet 2019, les actionnaires de la société décident de rassembler les sociétés Synovo et New Web.

### Implantation au Canada
En 2022, Synovo Group rachète la société québécoise SYM qui édite des logiciels pour les acteurs du secteur préhospitalier au Québec. En parallèle, la filiale Groupe Canada Synovo Inc. voit le jour. Elle permet de commercialiser des solutions logicielles françaises adaptées au Canada.

### Soutien financier
A l'été 2024, la société de gestion d'actifs Lauxera Capital Partners investit 12 millions d'euros dans Synovo Group via son fonds de croissance et de rachat Lauxera Growth I, dédié principalement aux entreprises européennes de technologies de la santé en phase commerciale.

## Activités

### Edition de logiciels pour les professionnels du transport sanitaire
Synovo Group a développé une suite logicielle de gestion du transport sanitaire qui s'adressent tant aux sociétés de transport qu'aux établissements publics et privés de santé: 
Saphir: logiciel de transport sanitaire dédié aux sociétés de transport sanitaire. Cet outil regroupe plusieurs fonctionnalités: régulation des transports; comptabilité; facturation; RH et personnels roulant.
Rubis Santé +: plateforme de régulation dédiée aux transferts et aux sorties hospitalières. Elle interconnecte les acteurs intervenant dans le processus de commande de transport pour les transferts et les sorties hospitalières.
Rubis Urgence: plateforme de régulation ambulancière dédiée à l'Urgence préhospitalière. Elle intègre les acteurs intervenant dans le processus de pris en charge d'un patient en leur proposant une interface dédiée à leur activité.

### IT Solutions
La branche "IT Solutions" commercialise des services et produits informatiques à destination des PME et établissements publics: télécom; les services Cloud; la vente de matériel et logiciels; l'hébergement d'infrastructures et infogérance; Data center; et le consulting en sécurité.

## Certification
En 2020, Synovo Group obtient les certifications ISO 27001 et Hébergeur de Données de Santé (HDS).
La certification HDS garantit que les entités respectent des normes strictes en matière de sécurité et de confidentialité des données de santé, conformément à la réglementation française. Les exigences de cette certification couvrent divers aspects tels que la protection des données, la gestion des accès, la traçabilité des opérations et la mise en place de mesures de sécurité adaptées aux risques spécifiques liés aux informations de santé.

## Développement à l'étranger
En 2022, Synovo Group s'implante au Canada en rachetant une société québécoise, ce qui lui permet de proposer des solutions logicielles plus adaptées aux besoins des acteurs du secteur préhospitalier au Québec.
L'entreprise étend également son activité commerciale à la Suisse, au Luxembourg et à la Belgique.